# 全日本スポーツアクロ体操選手権大会
全日本スポーツアクロ体操選手権大会（ぜんにほん―たいそうせんしゅけんたいかい）は、日本スポーツアクロ体操協会が主催するアクロ体操の全国大会である。1989年より開催される。

## 部門
- 幼児アクロの部
- ジュニアアクロ体操の部（小・中・高）
- 本戦（14歳以上、ただし特例あり）

## 種目
- 女子ペア
- 男子ペア
- ミックスペア
- 女子トリオ
- 男子グループ（ジュニアの部・本戦）